# افق‌گرد (فیلم‌برداری)

نحوه حرکت دوربین در عکاسی افق‌گرد

نمای افق‌گَرد (به انگلیسی: pan shot, panoramic shot) نمای حاصل از حرکت چرخشی دوربین حول محور ثابت و در سطح افق است.
گردش افقی یا پنینگ دوربین، نام تکنیکی در عکاسی می‌باشد که برای نشان دادن تحرک سوژه‌ها به کار می‌رود. گردش افقی در حقیقت به حرکات افقی یا چرخشیِ یک تصویر ثابت یا ویدئو اشاره دارد. در این تکنیک یا سوژهٔ اصلی متحرک است که آن را از محیط ثابت اطرافش مجزا می‌کند یا سوژه ثابت است و دوربین حرکت می‌کند که عکاسی هر دو حالت منجر به القای حس تحرک در عکس می‌شوند. کاهش سرعت شاتر باعث بیشتر نمایان شدن تحرک در عکس می‌گردد.
عکسبرداری به این شیوه کار مشکلی است. زیرا باید سرعت شاتر مناسبی انتخاب شود و سرعت شاتر مناسب، بستگی به سرعت سوژه درحال حرکت دارد. از طرف دیگر، باید چرخش یا حرکت دوربین هم کاملاً متناسب با سوژه متحرک باشد و در غیر اینصورت سوژه هم محو می‌شود؛ یک ابزار مناسب برای این تکنیک، تک‌پایه است.

## پن شلاقی
پن سریع یا پن شلاقی به حرکتی گفته می‌شود که در آن دوربین به صورت ناگهانی و با سرعت زیاد به صورت افقی می‌چرخد تا از سوژه مورد نظر به نقطه دیگری منتقل شود. در این حرکت، دوربین در حین چرخش، تصویری محوری از صحنه را نمایش می‌دهد. این تکنیک معمولاً برای ایجاد حس هیجان، سرعت و انتقال سریع بین دو رویداد یا دو کنش متفاوت در یک فیلم یا ویدئو به کار می‌رود.
به عبارت ساده‌تر، پن سریع یک حرکت سریع دوربین است که برای ایجاد تغییر ناگهانی در زاویه دید و انتقال بین دو صحنه استفاده می‌شود.
ویژگی‌های اصلی پن سریع:
- سرعت بالا: دوربین با سرعت بسیار زیادی حرکت می‌کند.
- حرکت افقی: دوربین به صورت افقی می‌چرخد.
- تصویر محوری: در حین حرکت، دوربین تصویری محوری از صحنه را نمایش می‌دهد.
- کاربرد: انتقال سریع بین صحنه‌ها، ایجاد حس هیجان و سرعت.[۴]

مثال: در یک فیلم اکشن، ممکن است از پن سریع برای انتقال از چهره یک شخصیت به صحنه تعقیب و گریز استفاده شود تا حس تعلیق و هیجان را در بیننده ایجاد کند.

## نگارخانه

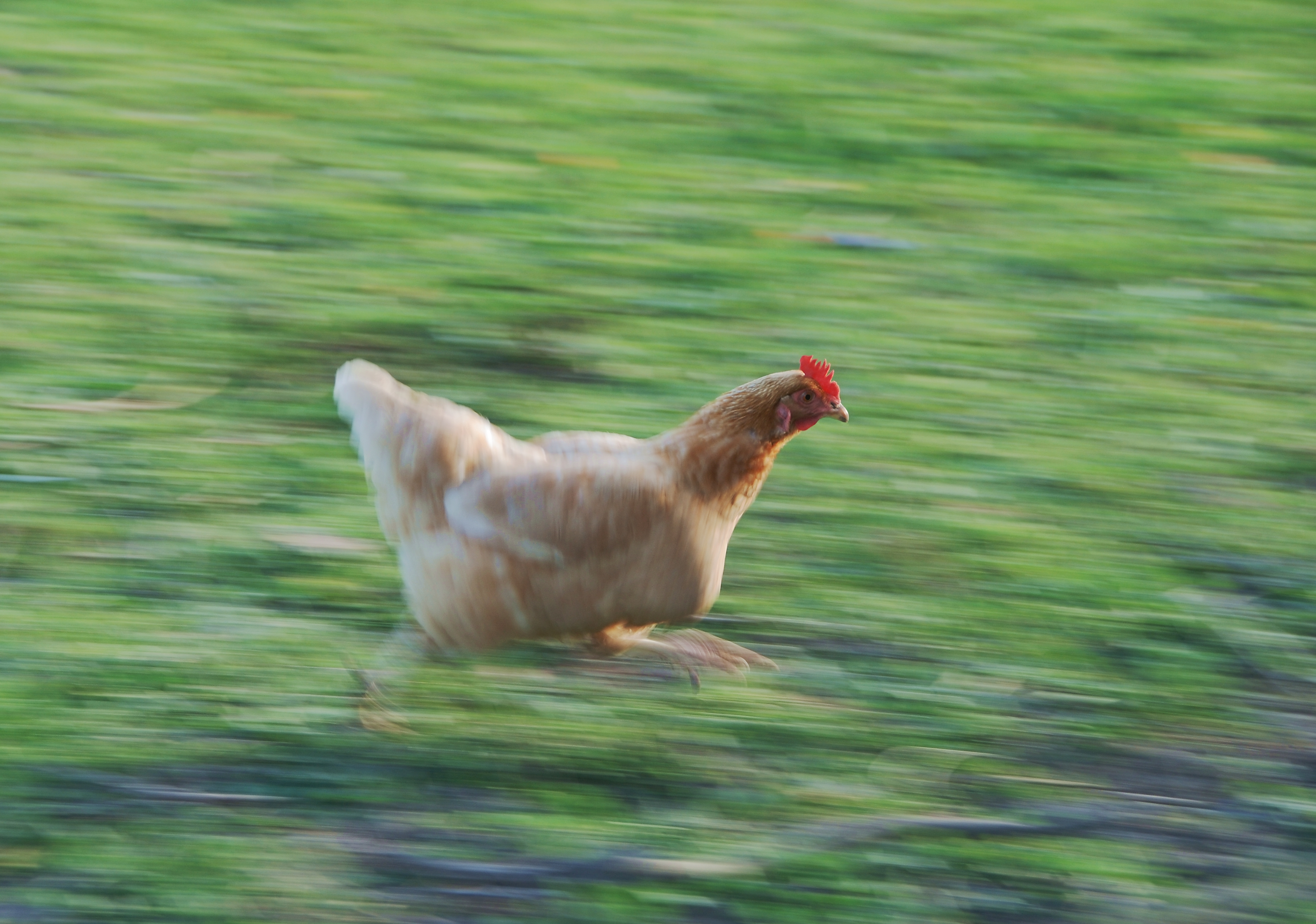
عکس افق‌گرد از مرغی که در حال دویدن با سرعت شاتر آهسته ۱/۴۰ ثانیه است
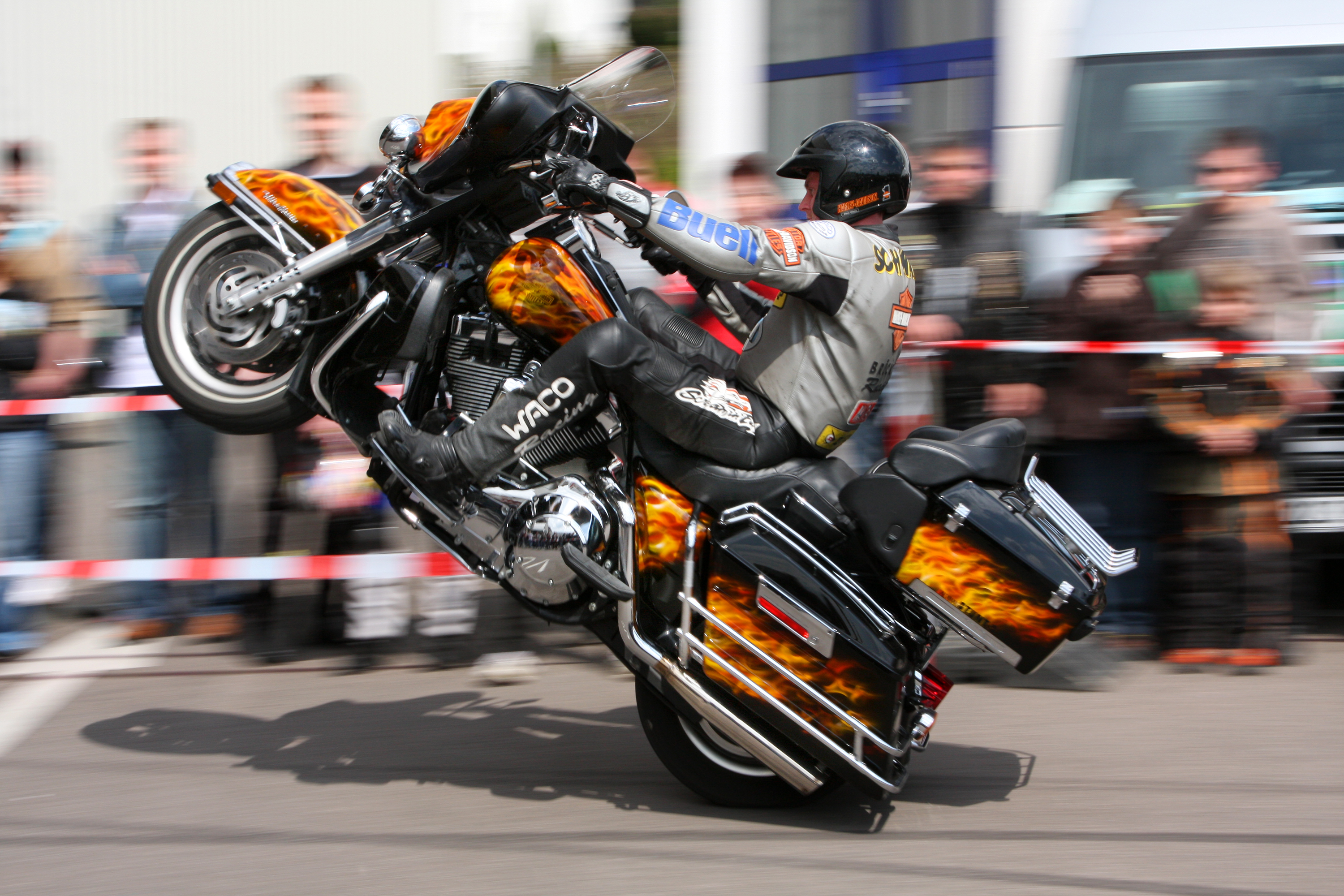
پانورینگ
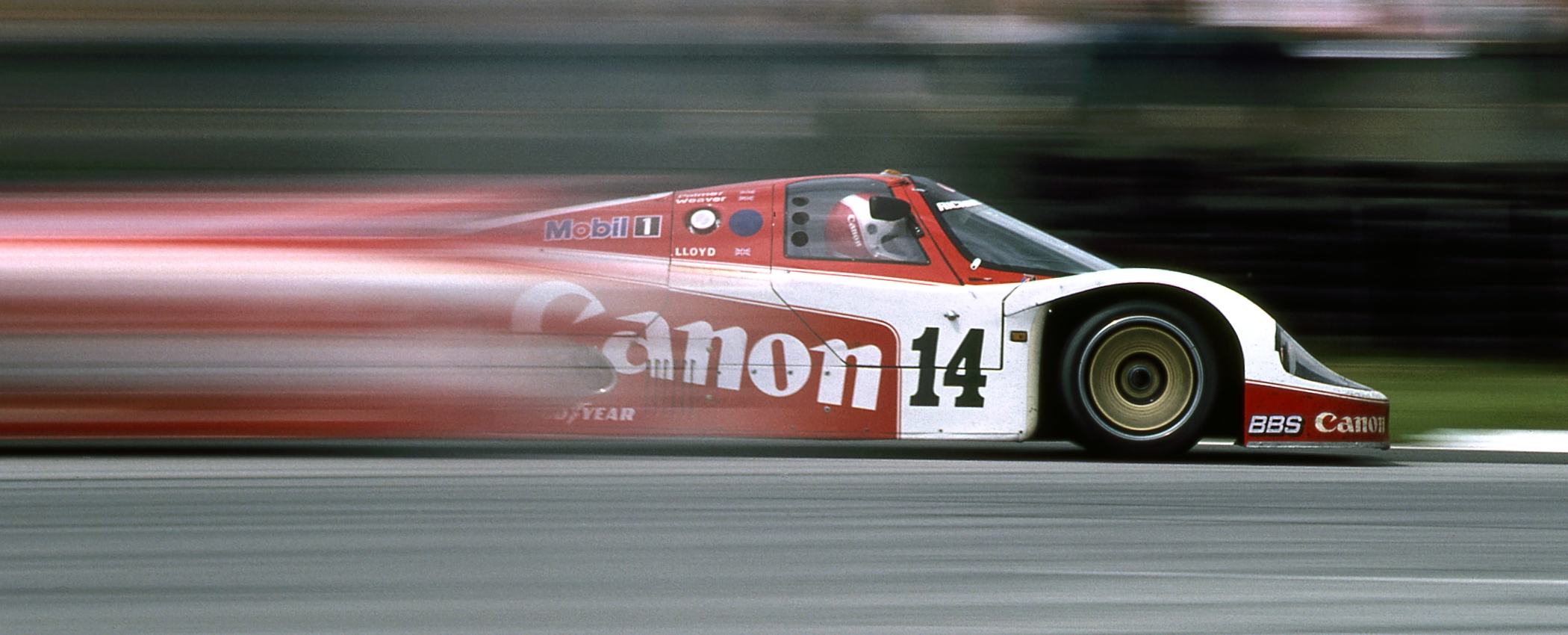
اثر در ترکیب با یک فیلتر به اصطلاح سرعت (1/60 ثانیه)
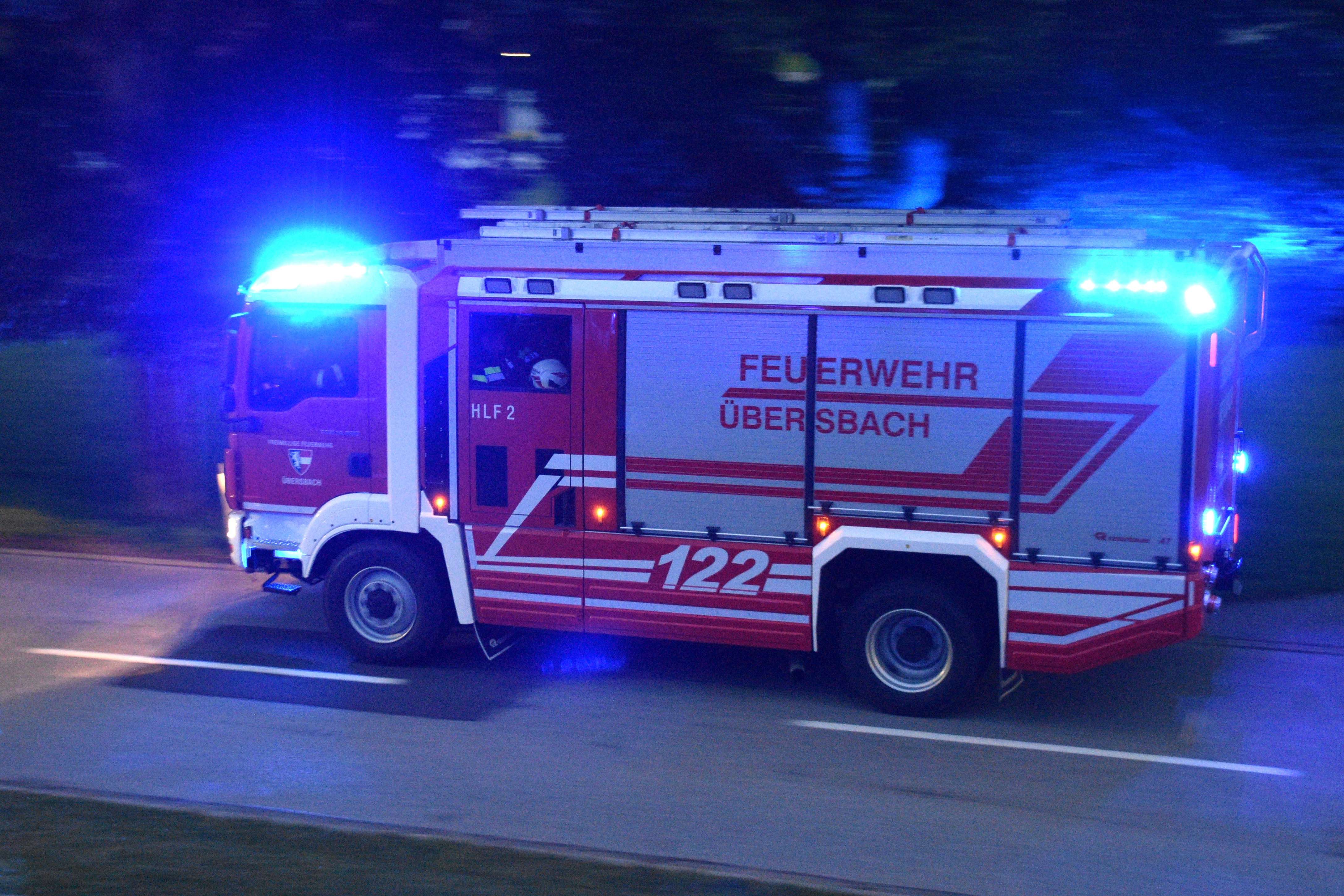
تیز کردن جسم با کشیدن (1/30 ثانیه)
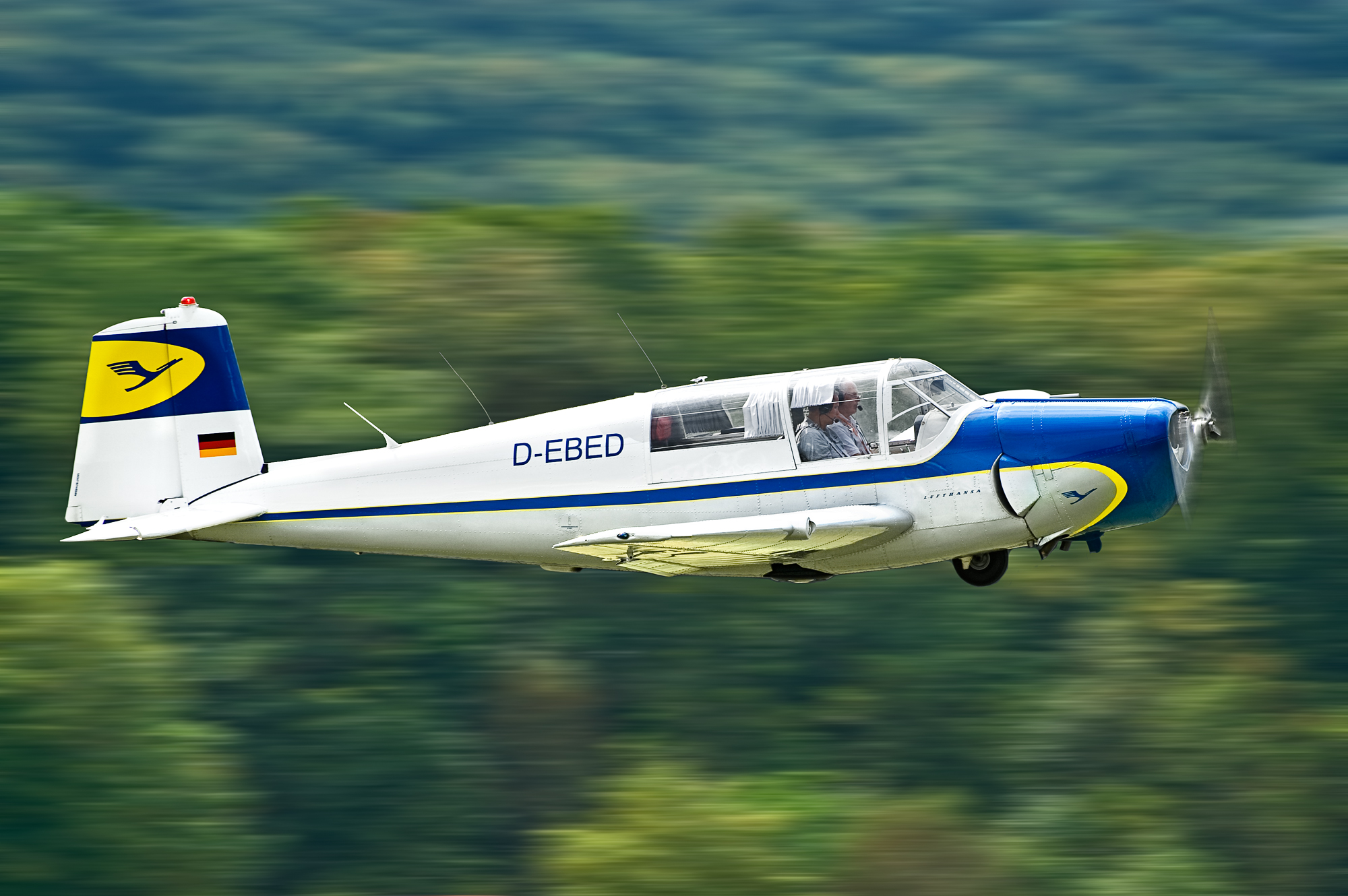
عکسی از نمونه تکنیک تراشکاری (سرعت شاتر: 1/250)
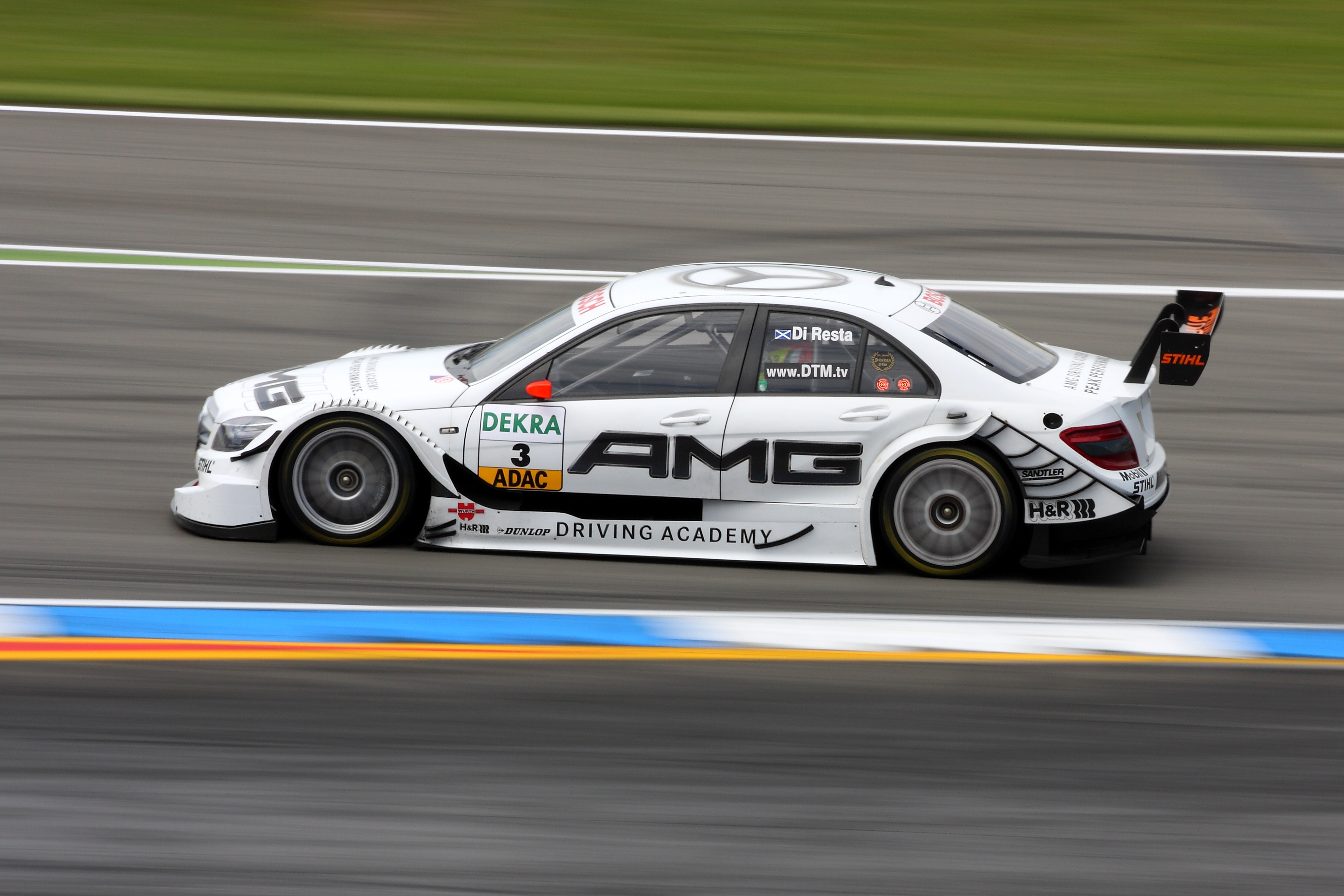
دوربین ماشین در حال حرکت را تعقیب می‌کند. در حالی که پس‌زمینه استاتیک تار است، خودرو واضح به نظر می‌رسد. به این ترتیب می‌توان حس حرکت را منتقل کرد.
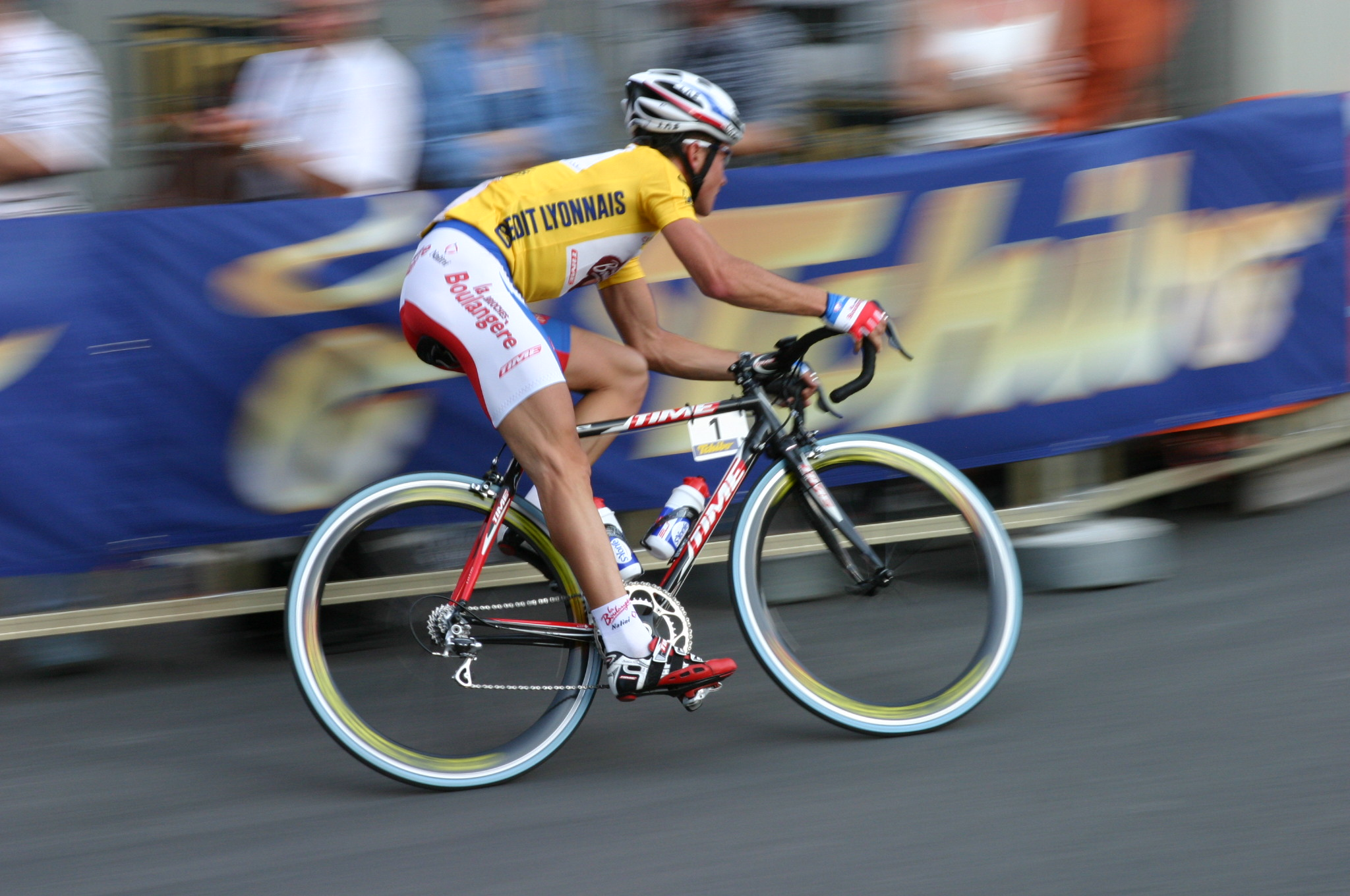
توماس وکلر، ۲۰۰۴ در وین، عکس در 1/90 s
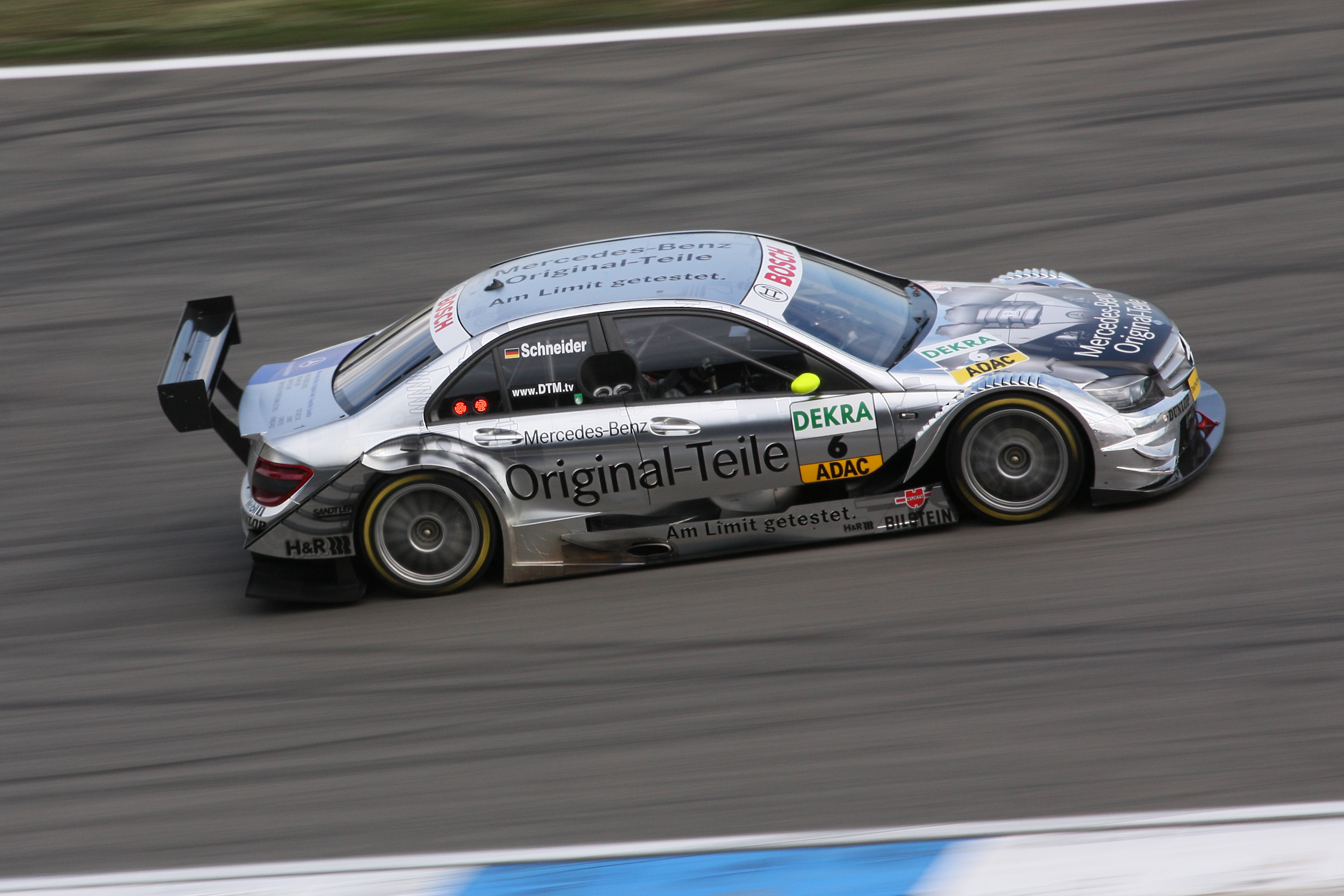
نتیجه تکنیک عکاسی ردیابی اشیا
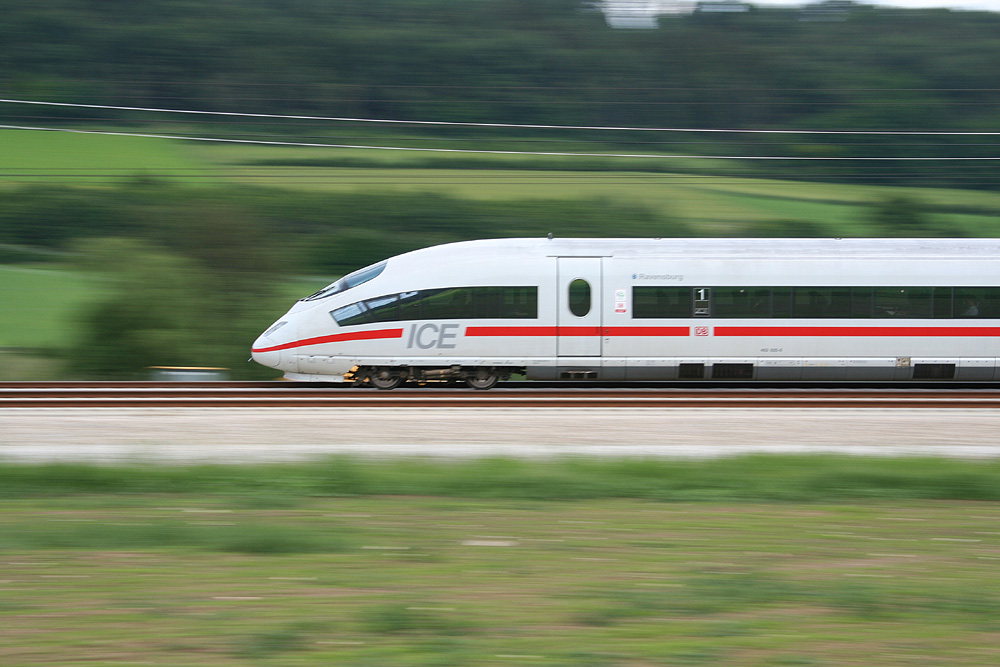
ICE 3 در خط نورنبرگ-مونیخ، f با زمان 1/60 ثانیه
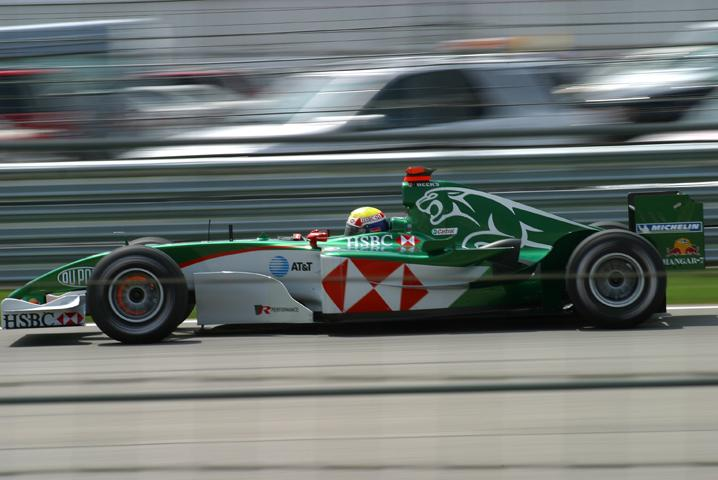
مارک وبر، ۲۰۰۴، جایزه بزرگ ایالات متحده، ایالات متحده آمریکا
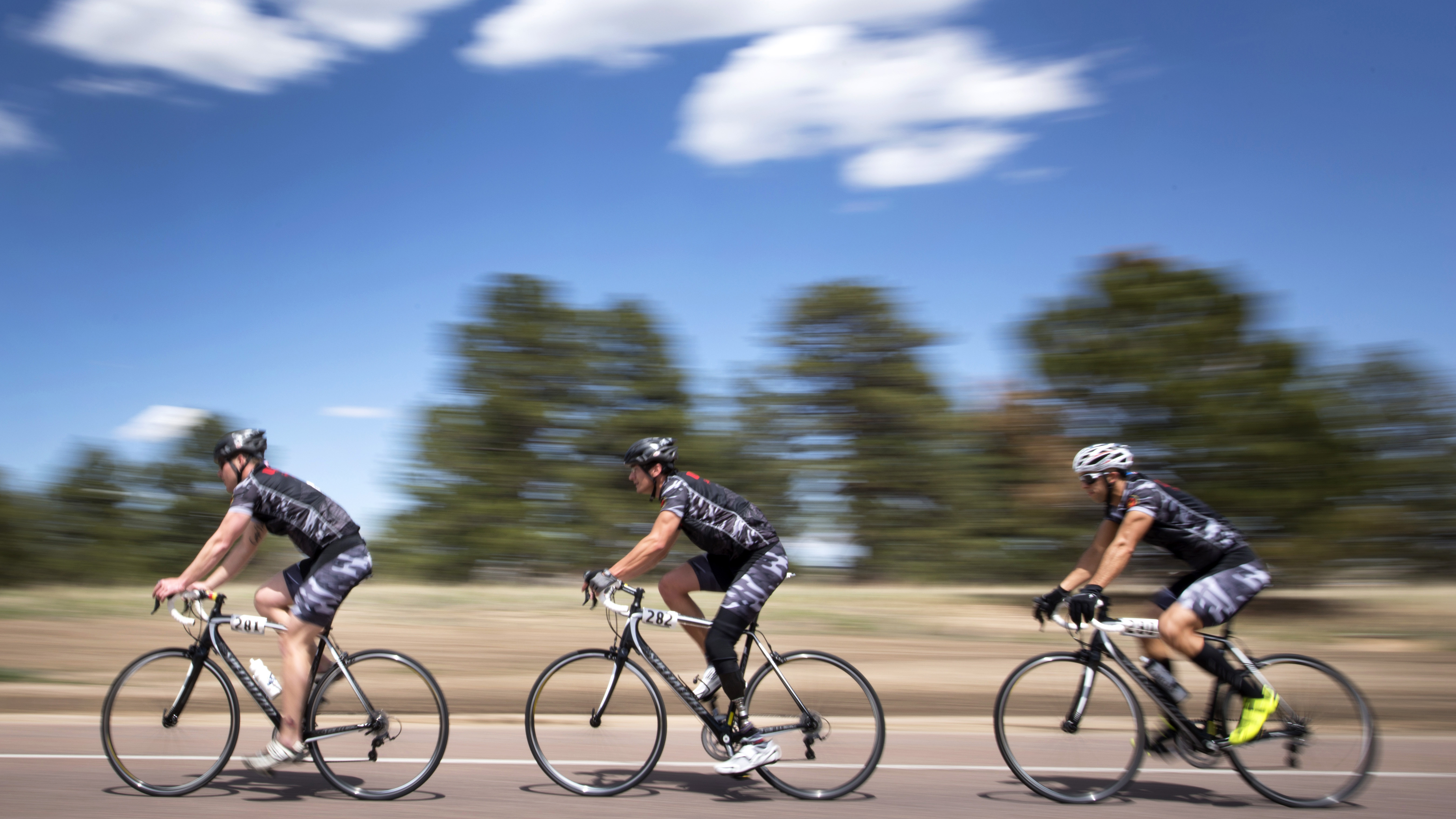
نمونه‌ای از پاننگ که در آن دوربین دوچرخه‌سواران را از راست به چپ دنبال می‌کند
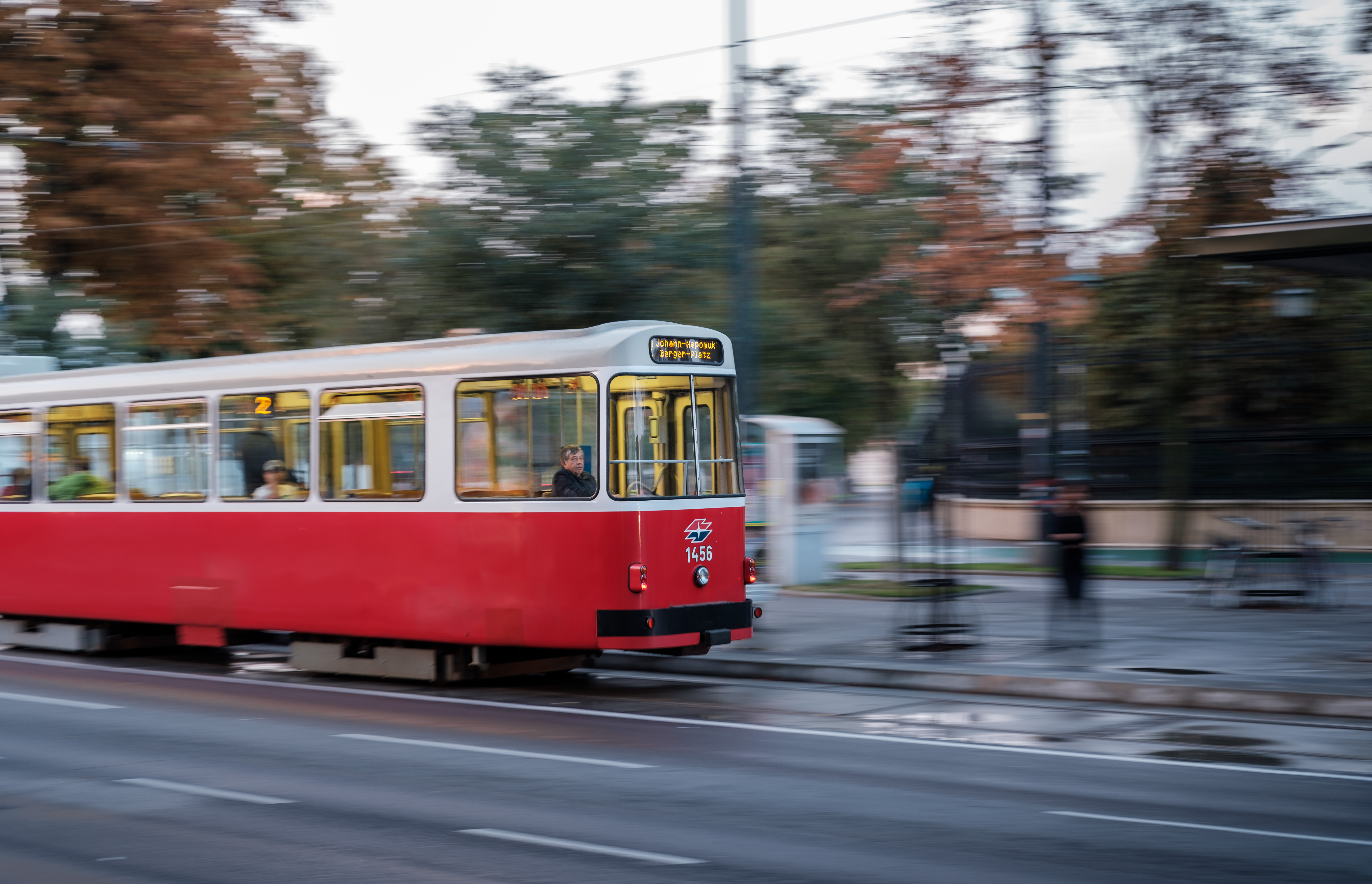
مثال پانینگ با زمان 1/15 ثانیه